# Король Иштван (рок-опера)
Король Иштван, рок-опера (венг. István a Király) — венгерская рок-опера. Композитор — Левенте Сёреньи (Szörényi Levente). Автор либретто — Янош Броди (Bródy János). На основе драмы Миклоша Болдижара (Boldizsár Miklós) Ezredforduló («Смена тысячелетий»). Болдижар был также соавтором либретто.

## История создания
Сотрудничество композитора Левенте Сёреньи и поэта Яноша Броди началось ещё в 1965 году с их приходом в семейную музыкальную группу Illés. Её называли «венгерскими Битлз» из-за огромной популярности и характерного музыкального стиля. За годы работы в группе Сёреньи прославился как талантливый композитор, а Янош Броди — автор текстов большинства песен группы — вошёл в число самых популярных поэтов Венгрии. Группа Иллеш просуществовала до 1973 года. Её распад, как говорят, был обусловлен политическим давлением. В том же году Сёреньи и Броди создают группу Фонограф (Fonográf) — настоящую творческую лабораторию, не раз удивлявшую венгерскую публику смелыми «экспериментами», самым удачным из которых стала написанная в 1983 году рок-опера «Король Иштван».

## Историческая основа сюжета
Опера посвящена реальным событиям венгерской истории, дополненным авторским воображением. В основе сюжета — борьба за власть над Венгрией двух представителей правившего страной клана Арпадов — Иштвана и Коппаня. Отец Иштвана, великий князь венгров Геза, принял христианскую веру и окрестил свою семью, но на массовое крещение венгров так и не решился. После его смерти начался открытый конфликт между венграми-христианами и венграми-язычниками, вылившийся в гражданскую войну. Победу одержала партия христиан. Её лидер — князь Иштван — на рубеже тысячелетий (в 1000 или 1001 году) был коронован легатом Римского папы и стал первым венгерским королём, а после смерти — главным святым покровителем Венгрии. Предводитель язычников — князь Коппань — погиб в бою. Его тело было четвертовано, а его части — выставлены на стенах венгерских крепостей.

## Премьера
Премьера оперы состоялась в августе 1983 в городском парке Будапешта на холме Санкозодомб (Холм для катания на санках). Произведённый ею фурор привёл, в конце концов, к официальному переименованию этого места. Теперь оно называется Кирайдомб (Королевский холм). Постановка собрала около 120 тысяч зрителей. В 1984 году режиссёр Габор Кольтаи (Koltay Gábor) снял по ней кинофильм. Был также выпущен отдельный музыкальный альбом, имевший огромный успех у венгерских слушателей. В Венгрии и среди венгерских диаспор за её пределами рок-опера популярна до сих пор.

## Действующие лица

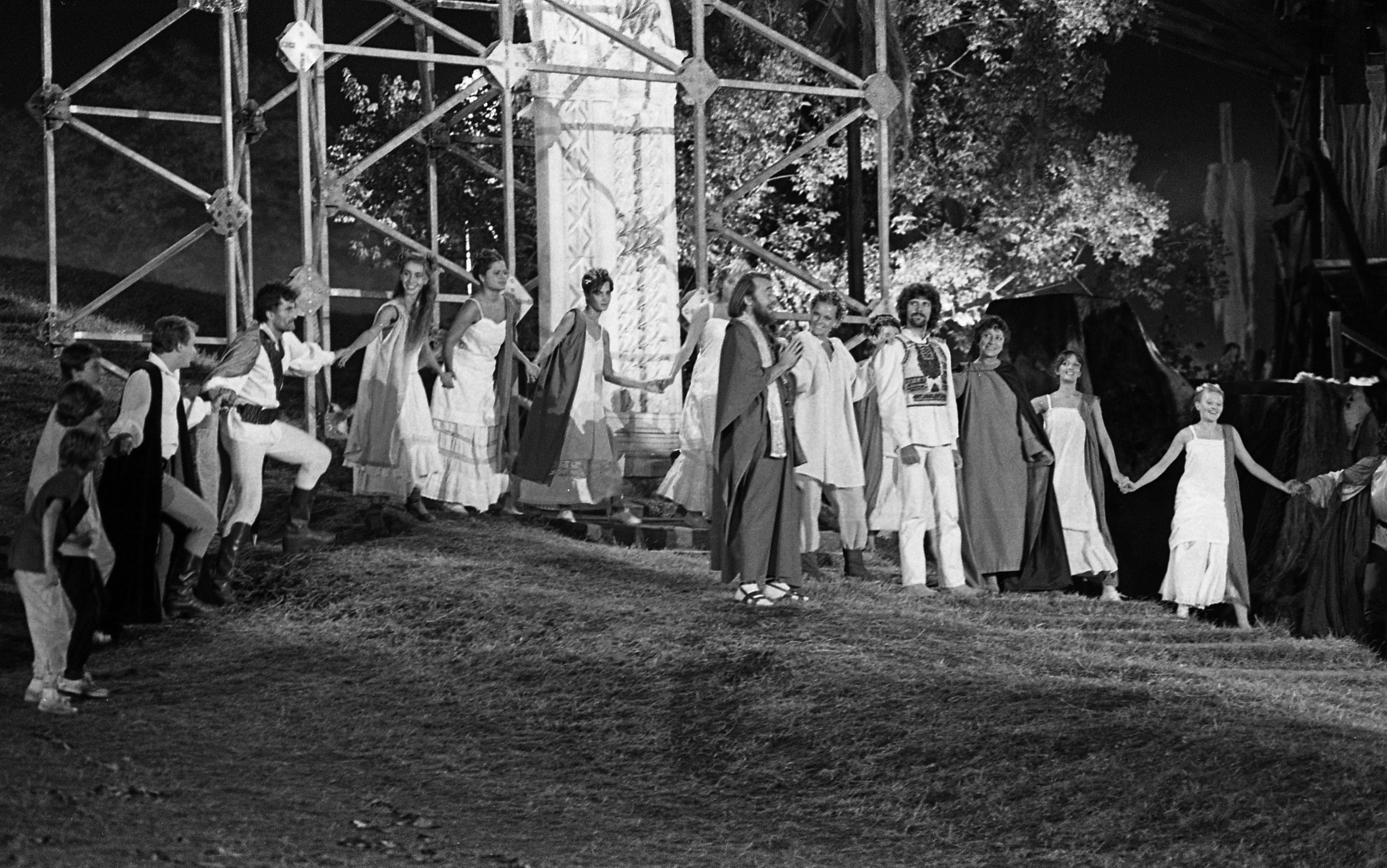
Премьера и съёмка рок-оперы, 18 августа 1983 года

- Иштван, венгерский князь, в дальнейшем — князь венгров и, наконец, король
- Гизелла, его жена, баварская принцесса
- Шаролт, вдова великого князя Гезы, мать Иштвана
- Астрик, епископ
- Пазмань \
- Хонт — немецкие рыцари
- Вецеллин /
- Коппань, князь Шомодя, старший из рода Арпадов, предводитель язычников
- Река, дочь Коппаня, христианка
- Лаборц, сторонник Коппаня
- Торда, языческий шаман
- Пицур \
- Богларка — жёны Коппаня
- Эникё /
- Шур \
- Шолт — венгерские дворяне
- Беше /
- народ Венгрии, солдаты, священники, певцы

## Сюжет
Рок-опера состоит из 4 действий: 1 — «Наследство», 2 — «Эстергом», 3 — «Князь Коппань», 4 — «Король Иштван».

### Наследство
Действие рок-оперы открывает песня группы Иллеш Te kit választanál?/Кого бы ты выбрал?. Этот пролог подсказывает, что в сюжете не будет дано никаких однозначных оценок, не будет деления на «белое и чёрное». Зрителю самому предстоит дать оценку персонажам и их поступкам. Входит религиозная процессия Veni lumen cordium/Пусть исполнятся светом сердца. Это приглашённые великим князем Гезой христианские священники. Звучит молитва епископа Астрика. Вместе со священниками в Венгрию приехала баварская принцесса Гизелла, которую князь Геза просватал за своего сына Иштвана. Наречённые встречаются, и епископ Астрик венчает их. Появляются венгерские дворяне Шур, Шолт и Беше. Им нет дела до религии. Они прагматики и приспособленцы и поют о том, что Человек несовершенен/Gyarló az ember. Дочь предводителя венгров-язычников князя Коппаня Река (Réka) переходит в христианство Nem vagyunk még Hozzád méltók!/Мы недостойны Тебя, Господь!. Язычник Лаборц обвиняет её в отступничестве и отвергает христианского Бога («Не нужен Бог, который всё прощает; не нужен Бог, который убивает своего сына; не нужен Бог, который не понимает по-венгерски…»). Толпа венгров поддерживает его Nem kell olyan isten/Не нужен такой Бог. Великий князь Геза умер. Его хоронят по христианскому обряду. Венгерская траурная музыка постепенно переходит в христианское песнопение Kyrie eleison!/Господи, помилуй!. Перед гробом отца Иштван обещает быть добрым правителем и сделать венгров христианами Nincs más út, csak az Isten útja/Нет иного пути кроме Божьего. Его прерывает язычник Коппань. По языческому праву князем должен быть он, как старший мужчина в роду Арпадов. Коппань защищает древние обычаи и веру предков. Часть венгров поддерживает Иштвана, но многие за Коппаня. Наследники ссорятся.

### Эстергом
Венгры-христиане и священники молятся о мире Adj békét Uram (Da pacem Domine)/Дай нам мир, Господи. Группа певцов приветствует Иштвана как своего будущего князя Üdvöz légyen Géza fia/Да здравствует сын Гезы, но славит при этом прежние подвиги мадьяр. Княгиня Шаролт не желает слышать о славе язычников и прогоняет певцов. Лаборц приходит с поручением от Коппаня. Коппань, согласно древней традиции, предлагает Шаролт стать его четвёртой женой: Koppány küldött/Прислал меня Коппань. Шаролт велит убить Лаборца. Это её ответ Коппаню. Дворяне Шур, Шолт и Беше бранят Коппаня, рассчитывая на благосклонность Иштвана Abcug Koppány!/Коппаня долой!, но Иштван прогоняет их, ему ненавистны корыстные льстецы. Иштван в сомнениях, он не хочет воевать, но Шаролт убеждает его в необходимости войны István fiam/Иштван, сын мой. Принцесса Гизелла тем временем скучает по мужу. Ей не нравится, что Иштван вечно занят; ей нет дела до венгерских проблем. Гизеллу развлекают немецкие рыцари из её свиты. Рыцарь Вецеллин тоже ненавидит политику. Разговорам о мире он предпочитает войну Unom a politikát/Надоела политика. (В премьере рок-оперы этого эпизода не было, как нет его и в фильме 1984 года. Возможно, из-за того что в 1975 году Католическая церковь признала Гизеллу Баварскую блаженной. Впервые дуэт Гизеллы и Вецеллина появляется только на грампластинке и с тех пор неизменно входит в действие оперы.) Епископ Астрик объявляет Иштвана великим князем венгров. Крещёные венгры приветствуют нового правителя. Звучит торжественный гимн Felkelt a napunk/Взошло наше солнце. Оставшись один, Иштван обращается к Богу. За ним со стороны наблюдает дочь Коппаня Река. Она тайно влюблена в Иштвана, в этом одна из причин её крещения. Молитва Иштвана переходит в дуэт Иштвана и Реки Oly távol vagy tőlem/Ты так далёк от меня.

### Князь Коппань
Князь Коппань, собрав своих сторонников, обращается к ним с вопросом — Хотим быть свободными или рабами? Rabok legyünk vagy szabadok? Свободными!, — отвечают мадьяры. Три жены Коппаня — Пицур, Эникё и Богларка — стараются отвлечь его от тяжёлых мыслей Te vagy a legszebb álmunk/Ты наш самый сладкий сон, но Коппаню не до них. Трое дворян-приспособленцев — Шур, Шолт и Беше — доносят Коппаню об избрании Иштвана великим князем и предлагают убить его Abcug István!/Долой Иштвана!. Коппань прогоняет предателей, он хочет бороться честно Szemtől szembe/Лицом к лицу. Тогда шаман Торда и венгры обращаются за помощью к языческим богам Áldozatunk fogadjátok/Примите жертву нашу. Река рассказывает отцу, что видела дурной сон, предсказывающий четвертование Коппаня, и просит примириться с Иштваном. Сам Иштван добровольно предлагает Коппаню верховную власть, если тот примет главенство Рима над Венгрией, но Коппань непреклонен Elkésett a békevágy/ Поздно говорить о мире, Pogánynak tartanak/Останемся язычниками. Шаман Торда приносит мадьярам окровавленный меч, символ праведной войны, призывая к битве Véres kardot hoztam/Кровавый меч принёс я, и предсказывает славное будущее Венгрии («победим при Мохаче, Дьёрдь Дожа будет нашим королём…»), если венгры останутся язычниками. Начинается война. Побеждают христиане. Коппань гибнет в бою.

### Король Иштван
Певцы оплакивают гибель мадьяров, убитых в кровавой битве Gyászba öltözött csillagom/В траур оделась моя звезда, христианские священники и немецкие рыцари торжествуют победу. Иштван принимает поздравления и советы, но на душе его тяжесть, ведь из-за него погибло столько людей Hála néked fejedelem/Слава тебе, княже. Продажные дворяне Шур, Шолт и Беше клянутся ему в верности и просят награды за свои «подвиги», но вызывают лишь гнев Иштвана. Появляется Река. Она просит отдать ей тело отца, чтобы похоронить его Halld meg uram a kérésem/Выслушай, господин, просьбу мою. Иштван готов уступить её мольбам, но княгиня Шаролт грубо прогоняет её и требует разорвать тело Коппаня на части для устрашения непокорных. Приближённые поддерживают её Felnégyelni!Felnégyelni!/Четвертовать! Четвертовать! Расстроенный Иштван прогоняет гостей. Снова звучит молитва Иштвана Oly távol vagy Tőlem/Ты так далёк от меня. Он спрашивает Бога, праведен ли человек, который безгрешен, но также безволен, и прав ли тот, кто вынужден убивать ради веры. К его молитве присоединяется княгиня Гизелла. Она радуется наступившему миру. Тело Коппаня четвертуют. Астрик провозглашает Иштвана королём и венчает его короной. С тобой, Господь, но без тебя, — говорит король Иштван. Звучит песня Felkelt a napunk/Взошло наше солнце. На поклонах артисты традиционно исполняют гимн Венгрии Himnusz.

## Музыка
Композитор Левенте Сёреньи постарался придать партии каждого персонажа индивидуальное звучание, благодаря чему им было достигнуто огромное многообразие стилей — от григорианского церковного пения до тяжёлого рока. Партия Иштвана выдержана в стиле мелодичных поп-песен. Бешеный темперамент Коппаня передан через энергичные рок-композиции. Река, как девушка из народа, поёт в народном венгерском стиле. Григорианское пение — отличительный признак христианских священников. С опереточной песенкой появляется на сцене трио венгерских дворян. А хоровое пение во 2-м и 4-м действиях временами достигает симфонических высот. Отсюда богатое оркестровое сопровождение, охватывающее диапазон от классического оркестра до инструментального набора рок-группы.

## Политическое значение рок-оперы
Учитывая время написания оперы, можно сказать, что выбор сюжета для неё был достаточно смелым, так как в ней показана не только борьба за власть двух претендентов на трон, но и борьба за умы и сердца мадьяр двух идеологий — старого и нового мира. В памяти венгров ещё были свежи события антикоммунистического восстания 1956 года, подавленного благодаря иностранной (советской) военной интервенции. В 1983 году Венгрией всё ещё управляла Коммунистическая партия, и если власти разрешили постановку оперы, то, видимо, потому что усмотрели аналогию между приходом к власти короля Иштвана, насаждавшего новое вероучение при поддержке Римских священников и иноземных (немецких) рыцарей, и авторитарным правлением Венгерской Компартии, прививавшей венграм новую (коммунистическую) идеологию при поддержке иностранных (советских) войск. Таким образом, борьба Иштвана против «отсталого» и «реакционного» язычества и распространение им прогрессивного для своего времени христианства, а также то обстоятельство, что опера была написана в конце XX столетия (то есть фактически на рубеже очередного тысячелетия), могли бы стать подтверждением необходимости перемен и начала новой эпохи, полностью ниспровергающей предыдущую.
Однако нейтральная позиция авторов оперы, с самого начала предложивших зрителям делать собственный выбор, сделала возможным абсолютно противоположное толкование сюжета. Язычник Коппань — не менее честный и принципиальный, чем его противник Иштван — гордится славным прошлым своего народа и защищает традиционные ценности венгров от короля, который не может навязать мадьярам чуждую им новую веру иначе как с помощью иностранных солдат. Именно так оперу восприняли венгерские диссиденты и политические эмигранты.
В самом деле, однозначно отрицательны в опере только венгерские дворяне-приспособленцы, всегда готовые встать на сторону сильнейшего, кем бы он ни был.
Обе стороны конфликта достойны зрительской симпатии. Отсюда огромная популярность рок-оперы, ставшей символом венгерского национального единства и патриотизма.